# Embaúba
Embaúba este un oraș în São Paulo (SP), Brazilia.